# دهستان زرق‌آباد
دهستان زرق‌آباد نام دهستانی در بخش مرکزی شهرستان اسفراین، استان خراسان شمالی در ایران است. براساس سرشماری مرکز آمار ایران در سال ۱۳۸۵، جمعیت آن ۶۸۳۱ نفر (۱۶۸۶ خانوار) بوده‌است.  روستا بعد از زرق آباد به نام اجقان 
البتّه سوپر مارکت احمد خفن 
که با مدیریت احمد نوعی [دزد.قالتاق] بهترین  
هست 